# Chung Yong-hwan
Dans ce nom coréen, le nom de famille, Chung, précède le nom personnel.
Pour les articles homonymes, voir Chung.
Chung Yong-hwan (coréen : 정용환) (né le 10 février 1960 en Corée du Sud et décédé le 7 juin 2015) est un footballeur international sud-coréen, qui évoluait au poste de défenseur, avant de devenir entraîneur.

## Biographie

### Carrière de joueur

#### Carrière en sélection
Avec l'équipe de Corée du Sud, il joue 70 matchs (pour 2 buts inscrits) entre 1983 et 1993. Il figure notamment dans le groupe des sélectionnés lors des coupes du monde de 1986 et de 1990. Lors du mondial 1986, il joue contre l'Argentine, la Bulgarie et l'Italie. Lors de l'édition 1990, il prend part au match contre la Belgique.
Il participe également aux JO de 1988, ainsi qu'aux coupes d'Asie des nations de 1984 et de 1988. Lors du tournoi olympique, il joue contre l'URSS, les États-Unis et l'Argentine.

## Palmarès
| Daewoo Royals - Championnat de Corée du Sud (2) : - Champion : 1987 et 1991. - Vice-champion : 1983 et 1990. - Ligue des champions de l'AFC (1) : - Vainqueur : 1986. |  | Corée du Sud - Coupe d'Asie des nations : - Finaliste : 1988. |